# Бок, Николай Иванович фон
Николай Иванович фон Бок (13 ноября 1880, Санкт-Петербург — 27 февраля 1962, Нью-Йорк) — российский дипломат, преподаватель университетов в Такаока, Япония и Нью-Йорке, США; католический священник, иезуит византийского обряда, настоятель русского католического прихода Фатимской Божией Матери в Калифорнии, сотрудник Русского центра имени Владимира Соловьёва при Фордамском университете в Нью-Йорк, участник Русского апостолата.

## Биография
Родился в Санкт-Петербурге в семье российского дипломата Ивана Ивановича фон Бока, выпускник Главного немецкого училища Св. Петра в 1899 году и Императорского Санкт-Петербургского университете в 1903 году, поступил на службу в Министерство иностранных дел Российской империи, с 1912 года — секретарь миссии в Ватикане, в 1916—1917 годах — поверенного в делах этой миссии.
После 1917 года остался в Италии, был председателем Комитета помощи русским беженцам, с 1924 года жил в Париже, в 1925 году перешёл в католичество, в 1931 году переехал в Японию, преподавал в университете Такаока, с 1943 года жил в городе Кобе. Овдовев, в 1945 году поступил в орден иезуитов.
В 1948 году рукоположён в сан священника, получил назначение настоятелем русского католического прихода Фатимской Божией Матери в Калифорнии, позже работал в Русском центре имени Владимира Соловьёва при Фордамском университете в Нью-Йорке (Russian Center Fordham University. New York, 58).
В 1950 году участвовал в Съезде русского католического духовенства в Риме.

## Семья
Брат Борис Иванович фон Бок — капитан 1 ранга, женат на Марии Петровне, дочери П. А. Столыпина.

## Труды
- Осьмидневные духовные упражнения. Нью-Йорк: Издание русского центра при Фордамском университете, 1953.
- Перроа Энри (sj). Святой Игнатий Лойола / Николай фон Бок (sj) предисловие и перевод с французского. New York: Russian Center Fordham University, 1956.
- Россия и Ватикан накануне революции: Воспоминания дипломата. Нью-Йорк: Издание русского центра при Фордамском университете, 1962.
- Извольская, Елена Александровна. Американские святые и подвижники / Николай фон Бок (sj) предисловие. N. Y.: Russian Center of Fordham University, 1959. 199 р.